# Gibe (Fluss)
Der Gibe (auch Great Gibe oder Ghibie) ist der mit Abstand größte Nebenfluss des Omo im Südwesten Äthiopiens und fließt in südsüdöstlicher Richtung. Der Zusammenfluss des Gibe mit dem Fluss Wabe bildet den Omo. Das gesamte Einzugsgebiet wird manchmal als Omo-Gibe-Becken bezeichnet, wobei der Gibe und der Omo den Ober- bzw. Unterlauf entwässern.
Wie die meisten Flüsse Äthiopiens ist auch der Gibe nicht schiffbar.

## Verlauf
Der Gibe entspringt auf einer Höhe von über 2000 m nördlich der Stadt Bila in der Zone East Welega in der Region Oromia. Der Fluss fließt dann nach Südosten in Richtung seiner Mündung mit dem Fluss Wabe. Zu seinen Nebenflüssen gehören die Flüsse Amara, Alanga und Gilgel Gibe. Das südliche Entwässerungsgebiet des Gibe umfasst die Region Gibe. Der Gibe mündet auf einer Höhe von 1060 m an seiner Mündung in den Wabe und bildet so den Omo.

## Geschichte
Obwohl seine Ufer und sein Einzugsgebiet seit prähistorischen Zeiten bewohnt waren, wird der Gabe erstmals in der königlichen Chronik des Kaisers Sarsa Dengel erwähnt, der 1566 im Norden der Region Feldzug führte. Der erste Europäer, der den Gibe nachweislich sah, war der portugiesische Jesuitenmissionar António Fernandes, der den Gibe 1613 überquerte. Fernandes beschrieb den Gibe später als einen Fluss, der wasserreicher als der Nil sei. Der Gibe wurde erst im 19. Jahrhundert wieder von Europäern besucht.